# Julian Adiputra Witt
Julian Adiputra Witt (* 1985 in München) ist ein deutscher Drehbuchautor und Regisseur.

## Biografie
Julian Adiputra Witt wurde 1985 im Münchner Stadtteil Großhadern geboren und ist in München und Jakarta aufgewachsen.
Nach ersten Kurzfilmexperimente entstanden mit The Consiracy (2001) und Waiting for Sunrise (2006) zwei Projekte, die bereits Spielfilmlänge erreichten.
Ende 2006 begann Julian an der Los Angeles Film School Regie und Schnitt zu studieren. Hier inszenierte er unter anderem die Kurzfilme Long Way Home (2007), Imagining Life (2007) und seinen Abschlussfilm Picture in a Frame (2008). Nach dem Abschluss des Studiums nahm er ein Studium der deutschen und amerikanischen Literaturgeschichte an der LMU München auf. Seinen Magister erlangte er im Juli 2013 mit einer Abschlussarbeit zum Thema „Die Abgrenzung des amerikanischen Independent Kinos von den Konventionen des romantischen Hollywood Films“. Außerdem war er in dieser Zeit unter anderem in der Dramaturgie der Daily Soap Sturm der Liebe und am Set der Constantin Produktion The Three Musketeers tätig.
Nach dem Kurzfilm Zwei Jahre später (2009) und den mittellangen Filmprojekten Ein Liebesspiel (2011) und Monas Bürgermeister (2012), die in Kooperation mit dem Bayerischen Rundfunk entstanden, übernahm er von 2012 bis 2017 den Posten des Entwicklungschefs der Produktionsfirma Pictures in a Frame GmbH.
Für das Spielfilmprojekt Break-up Buddies erhielt Julian 2013 vom FFF Bayern Drehbuchförderung. Anfang 2021 schrieb Julian zwei Drehbücher für das TVNOW. Sein Drehbuch Die Simulation wurde 2021 für den 26. eQuinoxe Europe International Screenwriter‘s Workshop ausgewählt.
Julian Witt unterrichtet seit 2014 „Drehbuch und Dramaturgie“ sowie seit 2018 den Regiekurs „Filmische Experimente“ an der Hochschule Macromedia in München.

## Filmografie
- 2006: Imagining Life (Drehbuch, Regie)
- 2006: Long Way Home (Regie)
- 2006: Waiting for Sunrise (Drehbuch, Regie)
- 2007: Picture in a Frame (Drehbuch, Regie)
- 2009: Zwei Jahre Später (Drehbuch, Regie)
- 2011: Ein Liebesspiel (Story, Regie)
- 2012: Monas Bürgermeister (Drehbuch, Regie)
- 2016: Nirgendwo (Story)
- 2022–2023: Wrong (Drehbuch 4 Episoden)
- 2024: Pumpen (Drehbuch 1 Episode)
- 2025: Nighties (Drehbuch 2 Episoden)
- 2025: Neue Geschichten vom Pumuckl (Drehbuch 3 Episoden)